# Championnats du monde de patinage artistique 1960
Navigation
Mondiaux 1959 Mondiaux 1962
Les championnats du monde de patinage artistique 1960 ont lieu du 1er au 5 mars 1960 au Forum de Vancouver au Canada.  Ce sont les deuxièmes mondiaux organisés au Canada après Montréal en 1932.
Pour la première fois, seulement trois participants au maximum par pays sont admis dans chaque compétition.

## Qualifications
Les patineurs sont éligibles à l'épreuve s'ils représentent une nation membre de l'Union internationale de patinage (International Skating Union en anglais). Les fédérations nationales sélectionnent leurs patineurs en fonction de leurs propres critères.
Sur la base des résultats des championnats du monde 1959, l'Union internationale de patinage autorise chaque pays à avoir de une à trois inscriptions par discipline. 

## Podiums
| Épreuves                            | Or                            | Argent                                | Bronze                              |
| ----------------------------------- | ----------------------------- | ------------------------------------- | ----------------------------------- |
| Messieurs résultats détaillés       | Alain Giletti                 | Donald Jackson                        | Alain Calmat                        |
| Dames résultats détaillés           | Carol Heiss                   | Sjoukje Dijkstra                      | Barbara Roles                       |
| Couples résultats détaillés         | Barbara Wagner / Robert Paul  | Maria Jelinek / Otto Jelinek          | Marika Kilius / Hans-Jürgen Bäumler |
| Danse sur glace résultats détaillés | Doreen Denny / Courtney Jones | Virginia Thompson / William McLachlan | Christiane Guhel / Jean-Paul Guhel  |

## Tableau des médailles
| Rang  | Nation               | Or | Argent | Bronze | Total |
| ----- | -------------------- | -- | ------ | ------ | ----- |
| 1     | Canada               | 1  | 3      | 0      | 4     |
| 2     | France               | 1  | 0      | 2      | 3     |
| 3     | États-Unis           | 1  | 0      | 1      | 2     |
| 4     | Royaume-Uni          | 1  | 0      | 0      | 1     |
| 5     | Pays-Bas             | 0  | 1      | 0      | 1     |
| 6     | Allemagne de l'Ouest | 0  | 0      | 1      | 1     |
| Total | Total                | 4  | 4      | 4      | 12    |

## Détails des compétitions

### Messieurs
| Rang | Nom                   | Nation               | Places | Points | Fig. impo. | Prog. libre |
| ---- | --------------------- | -------------------- | ------ | ------ | ---------- | ----------- |
| 1    | Alain Giletti         | France               | 9      | 1286.2 | 1          | 2           |
| 2    | Donald Jackson        | Canada               | 12     | 1272.0 | 2          | 1           |
| 3    | Alain Calmat          | France               | 23     | 1228.9 |            |             |
| 4    | Norbert Felsinger     | Autriche             | 30     |        |            |             |
| 5    | Tilo Gutzeit          | Allemagne de l'Ouest | 39     |        |            |             |
| 6    | Bradley Lord          | États-Unis           | 47     |        |            |             |
| 7    | Manfred Schnelldorfer | Allemagne de l'Ouest | 52     |        |            |             |
| 8    | Donald McPherson      | Canada               | 49     |        |            |             |
| 9    | Gregory Kelley        | États-Unis           | 55     |        |            |             |
| 10   | Peter Jonas           | Autriche             | 78     |        |            |             |
| 11   | Louis James Stong     | Canada               | 80     |        |            |             |
| 12   | Nobuo Satō            | Japon                | 87     |        |            |             |
| 13   | Hubert Köpfler        | Suisse               | 90     |        |            |             |
| 14   | Robin Jones           | Royaume-Uni          | 94     |        |            |             |
| 15   | David Clements        | Royaume-Uni          | 101    |        |            |             |
| 16   | Tim Spencer           | Australie            | 106    |        |            |             |
| 17   | William Cherrell      | Australie            | 119    |        |            |             |

### Dames
| Rang | Nom                 | Nation               | Places | Points | Fig. impo. | Prog. libre |
| ---- | ------------------- | -------------------- | ------ | ------ | ---------- | ----------- |
| 1    | Carol Heiss         | États-Unis           | 9      |        |            |             |
| 2    | Sjoukje Dijkstra    | Pays-Bas             | 19     |        |            |             |
| 3    | Barbara Roles       | États-Unis           | 26     |        |            |             |
| 4    | Regine Heitzer      | Autriche             | 44     |        |            |             |
| 5    | Joan Haanappel      | Pays-Bas             | 48     |        |            |             |
| 6    | Jana Mrázková       | Tchécoslovaquie      | 61     |        |            |             |
| 7    | Wendy Griner        | Canada               | 61     |        |            |             |
| 8    | Karin Frohner       | Autriche             | 76     |        |            |             |
| 9    | Laurence Owen       | États-Unis           | 75     |        |            |             |
| 10   | Anna Galmarini      | Italie               | 89     |        |            |             |
| 11   | Dany Rigoulot       | France               | 103    |        |            |             |
| 12   | Nicole Hassler      | France               | 115    |        |            |             |
| 13   | Sonia Snelling      | Canada               | 112    |        |            |             |
| 14   | Miwa Fukuhara       | Japon                | 122    |        |            |             |
| 15   | Shirra Kenworthy    | Canada               | 137    |        |            |             |
| 16   | Junko Ueno          | Japon                | 145    |        |            |             |
| 17   | Bärbel Martin       | Allemagne de l'Ouest | 151    |        |            |             |
| 18   | Ursel Barkey        | Allemagne de l'Ouest | 162    |        |            |             |
| 19   | Fränzi Schmidt      | Suisse               | 171    |        |            |             |
| 20   | Carolyn Krau        | Royaume-Uni          | 176    |        |            |             |
| 21   | Liliane Crosa       | Suisse               | 190    |        |            |             |
| 22   | Carla Tichatschek   | Italie               | 185    |        |            |             |
| 23   | Beverly Helmore     | Australie            | 209    |        |            |             |
| 24   | Mary Lynette Wilson | Australie            | 214    |        |            |             |

### Couples
| Rang | Nom                                 | Nation               | Places | Points |
| ---- | ----------------------------------- | -------------------- | ------ | ------ |
| 1    | Barbara Wagner / Robert Paul        | Canada               | 9      |        |
| 2    | Maria Jelinek / Otto Jelinek        | Canada               | 21     |        |
| 3    | Marika Kilius / Hans-Jürgen Bäumler | Allemagne de l'Ouest | 24     |        |
| 4    | Margret Göbl / Franz Ningel         | Allemagne de l'Ouest | 42     |        |
| 5    | Nina Zhuk / Stanislav Zhuk          | Union soviétique     | 53     |        |
| 6    | Nancy Ludington / Ronald Ludington  | États-Unis           | 59     |        |
| 7    | Diana Hinko / Heinz Döpfl           | Autriche             | 67.5   |        |
| 8    | Ludmila Belousova / Oleg Protopopov | Union soviétique     | 68     |        |
| 9    | Rita Blumenberg / Werner Mensching  | Allemagne de l'Ouest | 77.5   |        |
| 10   | Maribel Owen / Dudley Richards      | États-Unis           | 90     |        |
| 11   | Debbi Wilkes / Guy Revell           | Canada               | 92     |        |
| 12   | Ila Ray Hadley / Ray Hadley         | États-Unis           | 99     |        |

### Danse sur glace
| Rang | Nom                                   | Nation               | Places | Points | Danses imposées | Danse libre |
| ---- | ------------------------------------- | -------------------- | ------ | ------ | --------------- | ----------- |
| 1    | Doreen Denny / Courtney Jones         | Royaume-Uni          | 7      |        |                 |             |
| 2    | Virginia Thompson / William McLachlan | Canada               | 16     |        |                 |             |
| 3    | Christiane Guhel / Jean-Paul Guhel    | France               | 22     |        |                 |             |
| 4    | Margie Ackles / Charles Phillips      | États-Unis           | 25     |        |                 |             |
| 5    | Marilyn Meeker / Larry Pierce         | États-Unis           | 39     |        |                 |             |
| 6    | Ann Martin / Gille Vanasse            | Canada               | 46     |        |                 |             |
| 7    | Svata Staroba / Mirek Staroba         | Canada               | 52     |        |                 |             |
| 8    | Yvonne Littlefield / Roger Campbell   | États-Unis           | 52     |        |                 |             |
| 9    | Rita Paucka / Peter Kwiet             | Allemagne de l'Ouest | 56     |        |                 |             |